# Fabian Gratz
Fabian Gratz (* 22. Juli 1997) ist ein deutscher Skirennläufer. Er startet hauptsächlich im Riesenslalom.

## Karriere
Gratz gab sein internationales Renndebüt am 1. Dezember 2013 bei einem Juniorenrennen in Pfelders. Sein erstes Großereignis bestritt er bei den Juniorenweltmeisterschaften 2018 in Davos, wobei er im Riesenslalom ausschied. Bis zu diesem Zeitpunkt war er hauptsächlich bei FIS-Rennen an den Start gegangen.
Am 2. Februar 2020 gab Gratz sein Weltcupdebüt beim Riesenslalom von Garmisch-Partenkirchen, wobei er den zweiten Durchgang um eine Hundertstelsekunde verpasste. Seine ersten Weltcuppunkte gewann er am 12. März 2022 in Kranjska Gora. Beim Weltcupfinale in Courchevel/Méribel erreichte er mit der Mannschaft den dritten Platz und damit sein erstes Podium im Weltcup.
2023 startet Gratz erstmals bei einer Weltmeisterschaft, jedoch konnte er sich erneut nicht klassieren. Seinen ersten Sieg im Europacup feierte Gratz am 17. Januar 2024 in Val-Cenis.

## Erfolge

### Weltmeisterschaften
- Courchevel/Méribel 2023: DNF Riesenslalom
- Saalbach-Hinterglemm 2025: 5. Mannschaftswettbewerb, 18. Riesenslalom

### Weltcup
- 6 Platzierungen unter den besten 30 in Einzelrennen
- 1 Podestplatz in Mannschaftswettbewerben

#### Weltcupwertungen
| Saison  | Gesamt | Gesamt | Riesenslalom | Riesenslalom |
| Saison  | Platz  | Punkte | Platz        | Punkte       |
| ------- | ------ | ------ | ------------ | ------------ |
| 2021/22 | 145.   | 6      | 53.          | 6            |
| 2022/23 | 145.   | 9      | 51.          | 9            |
| 2023/24 | 123.   | 11     | 46.          | 11           |

### Europacup
- 5 Podestplätze, davon ein Sieg

| Datum           | Ort       | Land       | Disziplin    |
| --------------- | --------- | ---------- | ------------ |
| 17. Januar 2024 | Val-Cenis | Frankreich | Riesenslalom |

### Juniorenweltmeisterschaften
- Davos 2018: DNF Riesenslalom

### Nor-Am Cup
- 3 Podestplätze

### Weitere Erfolge
- 6 Siege bei FIS-Rennen